# 吕上 (艺术家)
吕上（1976年6月13日—），男，汉族，原名吕武军，河南孟津人，现居北京。大陆异议人士，人权艺术家，擅长油画，喜欢写作，长期关注中国人权状况，并参与维权活动。
曾先后于1994年入洛阳国华美术专科学校学习和1999年入中央美术学院徐悲鸿画室学习。2014年10月8日因声援香港占中被北京警方抓捕。 11月7日被取保候审。